# Sócrates
Sócrates Brasileiro Sampaio de Souza Vieira de Oliveira , (19 tháng 2 năm 1954 - 4 tháng 12 năm 2011) hay được gọi đơn giản là Sócrates và có biệt danh "bác sĩ" là một cố tiền vệ bóng đá quốc tế người Brazil ở vị trí, sinh ra ở Belém và qua đời ở São Paulo. Có bằng tiến sĩ y khoa và cam kết chính trị với nền dân chủ, ông làm việc như một chuyên gia về y học thể thao và là một nhà tư vấn sau sự nghiệp thể thao của mình.
Ông đã cùng với Zé Maria, Wladimir và Walter Casagrande, một trong những nhà lãnh đạo của nền dân chủ Corinthian.
Em của ông Raí từng góp mặt tại World Cup 1994 và chơi cho các câu lạc bộ São Paulo và Paris Saint-Germain.
Năm 2004, Pelé bầu ông vào danh sách FIFA 100.

## Tuổi trẻ
Sócrates từng nói rằng anh ấy thực sự cảm thấy sự đàn áp của chế độ độc tài khi trở lại trường trung học: "Có những bạn học phải ở ẩn, những người khác thì bỏ trốn. »Anh ấy có bằng y khoa.

## Sự nghiệp bóng đá
Sócrates vẫn là một trong những cầu thủ vĩ đại nhất trong lịch sử bóng đá Brazil. Là một tiền vệ mảnh khảnh và thanh lịch, có thể nhận ra trên sân bởi bộ râu quai nón kiêu kỳ, Socrates trên hết là một cầu thủ có kỹ thuật tuyệt vời và tầm nhìn hoàn hảo về trận đấu.
Sócrates bắt đầu sự nghiệp của mình với câu lạc bộ Botafogo-SP của Riberão Preto vào năm 1974. Năm 1978, ông gia nhập SC Corinthians, nơi ông đã dành phần lớn sự nghiệp của mình. Ngoài những phẩm chất đáng chú ý của mình với tư cách là một cầu thủ, Sócrates còn nổi bật ở Corinthians bởi cam kết chính trị của mình.

## Đội tuyển quốc gia
Sócrates cũng rất nổi bật trong màu áo của đội tuyển quốc gia Brazil. Anh ấy đã có 60 lần khoác áo và ghi được 22 bàn thắng từ năm 1979 đến 1986.
Anh ấy đã tham gia các kỳ World Cup 1982 (với tư cách là đội trưởng) và 1986. Mặc dù có một thế hệ chất lượng cao và một trận đấu làm hài lòng khán giả, nhưng Brazil của Sócrates đã không thể giành được danh hiệu thế giới. Anh cũng được chọn vào đội FIFA năm 1982.
Anh góp mặt trong trận tứ kết Pháp - Brazil năm 1986, đồng đội của anh là Zico đã sút hỏng để giúp Selecão dẫn trước 2-1. Brazil bị Pháp đánh bại trên loạt sút luân lưu.

## Qua đời
Ngày 20 tháng 8 năm 2011, đang được chăm sóc đặc biệt tại bệnh viện São Paulo sau khi xuất huyết tiêu hóa. Ngày 29 tháng 8 năm 2011, ông thú nhận mình nghiện rượu. Anh ấy đã được đưa vào bệnh viện một lần nữa vào ngày 6 tháng 9 đối với các triệu chứng tương tự.
Trong một thông cáo báo chí đề ngày Ngày 3 tháng 12 năm 2011, bệnh viện Albert Einstein ở São Paulo thông báo rằng cựu đội trưởng của Seleção đang trong tình trạng rất nghiêm trọng. Ông bị nhiễm trùng đường ruột và được hỗ trợ hô hấp. Nhưng rồi, ngày 4 tháng 12 năm 2011, Sócrates qua đời ở tuổi 57.